# فرار و اخراج آلمانی‌ها (۵۰-۱۹۴۵)

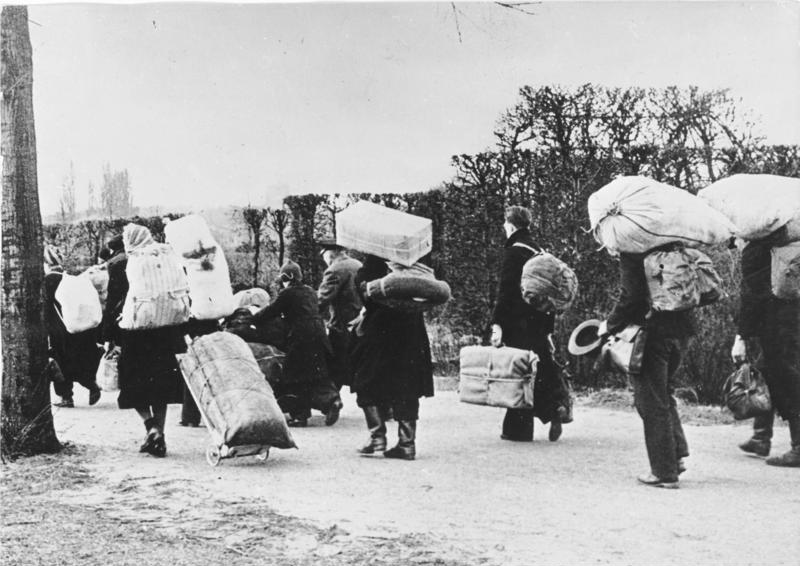
نمایی از پناهندگان بی‌شماری که پس از اخراج، به سمت غرب حرکت می‌کنند. - ۱۹۴۵

در مراحل پایانی جنگ جهانی دوم و دوران پس از جنگ، شهروندان آلمانی و افراد دارای اصلیت آلمانی از کشورهای اروپای شرقی و مرکزی اخراج یا مجبور به فرار شده و به آلمان و اتریش فرستاده شدند. علاوه بر این، استان‌های سیلیسیا، پومرانیا و پروس شرقی از آلمان جدا و به خاک شوروی و لهستان ضمیمه شدند و آلمانی‌های ساکن این استان‌ها که اکثریت مطلق را تشکیل می‌دادند مجبور به ترک خاک خود شدند. ایده اخراج آلمانی‌ها از سرزمین‌های ضمیمه شده حداقل از سال ۱۹۴۲ توسط وینستون چرچیل و با هماهنگی دولت‌های در تبعید لهستان و چکسلواکی در لندن مطرح شد.
آوارگان آلمانی یا شهروندان سرزمین‌های شرقی آلمان که پس از جنگ توسط جمهوری خلق لهستان و شوروی ضمیمه شدند بودند و یا آلمانی‌تبارهایی که در داخل مرزهای پیش از جنگ لهستان، چکسلواکی، مجارستان و رومانی و یوگسلاوی و کشورهای حوزه دریای بالتیک زندگی می‌کردند.
این رویدادها معمولاً با عنوان پاکسازی قومی یا انتقال جمعیت  یا انتقال جمعیت  طبقه‌بندی شده‌اند. برخی مورخان این وقایع را مردم‌کشی طبقه‌بندی کرده و تعداد کمی حتی به آن، عنوان نسل‌کشی داده‌اند.

### تعداد آوارگان و پناهندگان
حدود ۱۲ تا ۱۴ میلیون آلمانی و شهروندان آلمانی تبار کشورهای مختلف بین سالهای ۱۹۴۴/۴۵ و ۱۹۵۰ اخراج یا مجبور به فرار شدند. چند صد هزار نفر در اردوگاه ها زندانی یا مجبور به کار اجباری شدند.
| منطقه              | تعداد پناهندگان و آوارگان | نسبت به کل جمعیت |
| ------------------ | ------------------------- | ---------------- |
| منطقه اشغال شوروی  | 4,379,000                 | 24.3 %           |
| منطقه اشغال آمریکا | 2,957,000                 | 17.7 %           |
| منطقه اشغال انگلیس | 3,320,000                 | 14.5 %           |
| منطقه اشغال فرانسه | 60,000                    | 1.0 %            |

جدول: تعداد پناهندگان و آوارگان پذیرفته شده در آلمان اشغالی؛ دسامبر ۱۹۴۷  

### تعداد قربانیان آواره
هانس اولریش ولر تخمین می زند که یک میلیون و هفتصد و ده هزار آلمانی در جریان فرار، جابجایی یا اسکان اجباری کشته شدند. این شامل آلمانی‌های ولگا نمی‌شود که در زمان استالین با «تعداد زیادی تلفات» به قزاقستان تبعید شدند.
اوا و هانس هنینگ هان با استناد به گزارش اداره آمار فدرال که در سال ۱۹۵۸ مشاهده کرده اند این آمار را حدود دو میلیون می دانند. 
برخی مورخان این آمار را مورد تردید قرار داده اند چرا که در آمار فدرال سال ۱۹۵۸ فرض بر این بوده افرادی که سرنوشتشان در آن زمان هنوز نامشخص است قربانیان جابه‌جایی یا فرار به حساب آیند. از آنجایی که مبنای تفاوت، داده های آماری سال ۱۹۳۹ و داده های سال ۱۹۴۸ بود، این تفاوت شامل یهودیان کشته شده در اردوگاه های کشتار نیز میشد. در سال های ۱۹۶۵ و ۱۹۷۴ یک سازمان وابسته به کلیساها به نام Kirchliche Suchdienst ویک موسسه دیگر به نام آرشیو فدرال، مستقل از یکدیگر،  با تحقیقات موردی و فردی، ۵۰۰ هزار تا ۶۰۰ هزار مرگ تایید شده را در نتیجه مستقیم جنایات  آوارگی تایید کردند.